# Jimmy Eriksson

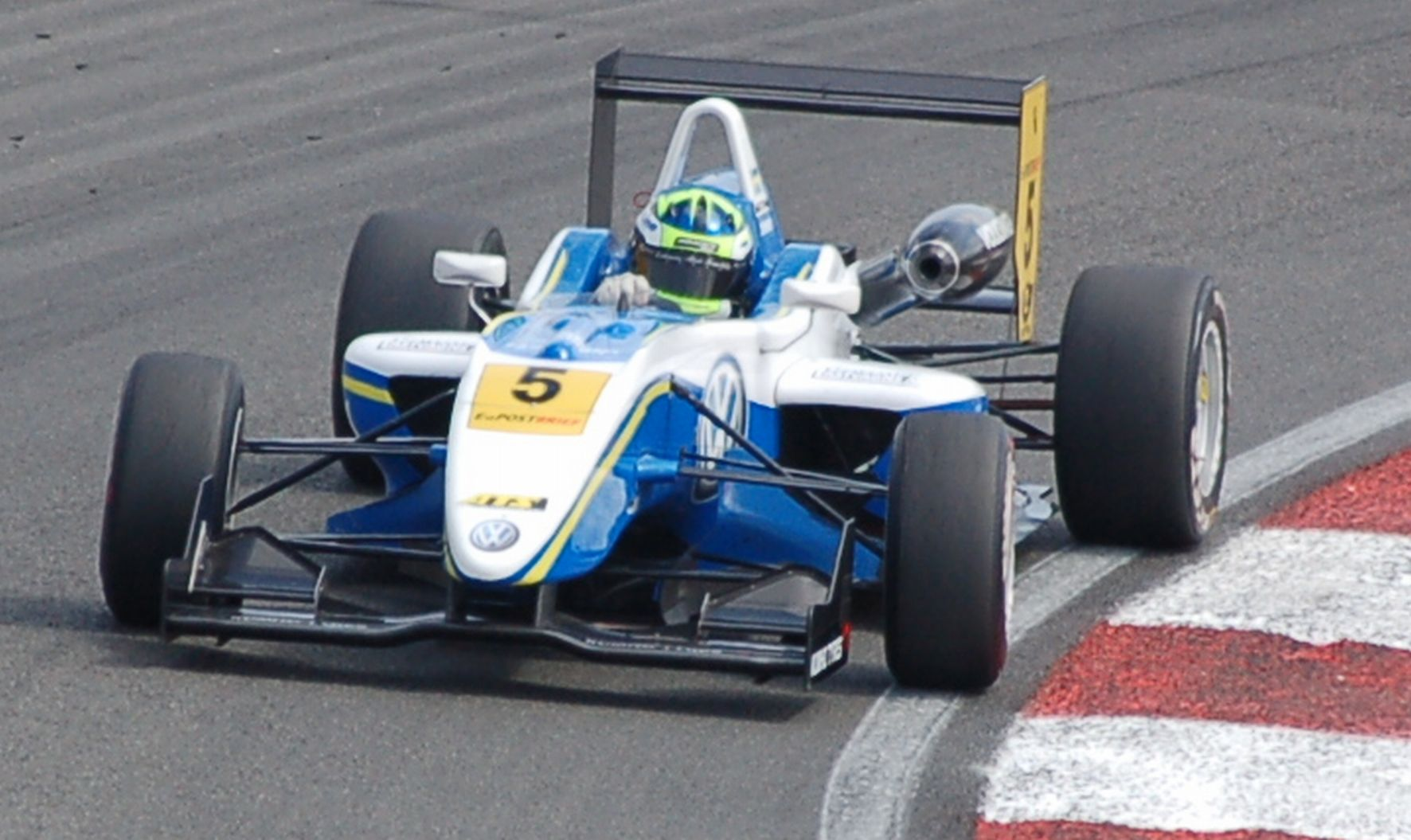
Jimmy Eriksson (Zandvoort, 2011)

Joakim "Jimmy" Eriksson (Tomelilla, 14 maart 1991) is een Zweeds autocoureur. Hij is de oudere broer van eveneens autocoureur Joel Eriksson.

## Carrière

### Karting
Eriksson maakte zijn debuut in het karting in 2005, toen hij veertien jaar oud was. In 2008 werd hij kampioen in de Zweedse Formule Yamaha.

### Formule Renault
Eriksson begon zijn carrière in het formuleracing in de Formule Renault 2.0 NEC voor het team Motopark Academy in 2009. Hij behaalde één overwinning op het Alastaro Circuit en scoorde nog in veertien andere races punten. Hij eindigde als zestiende in het kampioenschap. Hij nam dat jaar ook deel aan enkele races in de Formule Renault 2.0 NEZ, de Zweedse Formule Renault 2.0 en de Eurocup Formule Renault 2.0, alles voor het team Motopark.

### Formule 3
In 2010 stapte Eriksson over naar het Duitse Formule 3-kampioenschap voor Motopark, samen met Formule Renault-teamgenoten Kevin Magnussen en Luís Felipe Derani. Hij behaalde één overwinning op de Lausitzring en eindigde met nog twee andere podiumplaatsen als zesde in het kampioenschap. Ook nam hij deel aan de ronde op de Hockenheimring in de Formule 3 Euroseries voor Motopark, waar hij een elfde plaats behaalde in race 1 en uitviel in race 2.
In 2011 stapte Eriksson fulltime over naar de Formule 3 Euroseries voor Motopark. Hij kende een lastig seizoen en eindigde niet één keer op het podium. Hij eindigde als negende in het kampioenschap met 93 punten.
In 2012 keerde Eriksson terug in de Duitse Formule 3 voor Motopark, dat haar naam had veranderd in Lotus. Hij behaalde acht overwinningen en negen andere podiumplaatsen en won met 110 punten verschil op de nummer 2 Lucas Auer het kampioenschap.

### GP3
In januari 2013 werd bekend dat Eriksson in 2013 gaat rijden in de GP3 Series voor het team Status Grand Prix. Hij en zijn teamgenoten Adderly Fong en Josh Webster hadden een moeilijk seizoen, waarbij Eriksson met een twaalfde plaats op de Hungaroring als beste resultaat zonder punten als 24e in het kampioenschap eindigde.
In januari 2014 maakte het nieuwe GP3-team Russian Time bekend dat Eriksson voor het team gaat rijden in 2014. Door het overlijden van teambaas Igor Mazepa in februari moest hij echter op zoek naar een nieuw team, wat hij vond in Koiranen GP. Tijdens het raceweekend op Silverstone behaalde hij zijn eerste overwinning in het kampioenschap en voegde hier op het Autodromo Nazionale Monza een tweede overwinning aan toe. Uiteindelijk eindigde hij achter Alex Lynn, Dean Stoneman en Marvin Kirchhöfer als vierde in het kampioenschap met 134 punten.
In 2015 bleef Eriksson in de GP3 rijden voor Koiranen. Hij wint één race op het Sochi Autodrom en eindigde in nog twee andere races op het podium, waarmee hij terugzakte naar de vijfde plaats in het kampioenschap met 118 punten.

### GP2
In 2016 maakte Eriksson zijn debuut in de GP2 Series voor het team Arden International. Tijdens de eerste race op de Red Bull Ring behaalde hij zijn enige top 10-resultaat met een vijfde plaats voordat hij twee raceweekenden voor het einde van het seizoen zijn contract met het team afbrak vanwege teleurstellende resultaten.